# Spökraket

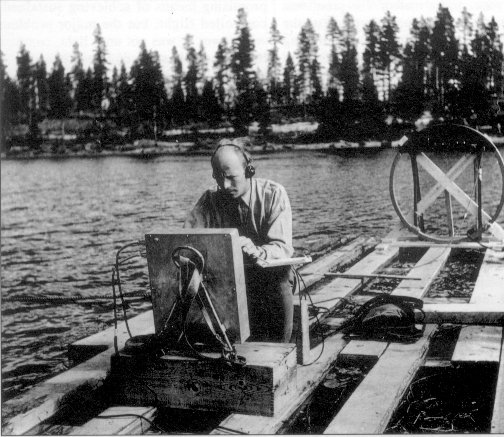
Karl-Gösta Bartoll letar after spår av en "spökraket" som sågs landa i Kölmjärv 19 juli 1946.

Spökraketer (även spökflygaren i allmänhetens mun) var tidningarnas namn på en serie observationer av lysande flygande föremål under framförallt sommaren och hösten 1946 över Sverige, men även Norge och Finland. Kulmen var den 11 augusti 1946 då det kom in över 300 rapporter om observationer till den för ändamålet skapade rymdprojektilkommittén. "Spökraketkommittén" som den också kallades var sammansatt av deltagare från Försvarsstabens flyg- och luftförsvarsavdelning som också var ansvarig myndighet, Flygförvaltningen, Flygstaben, Marinförvaltningen, Försvarets Radioanstalt (FRA) och Försvarets forskningsanstalt (FOA). Kommittén hade att samla in observationer, undersöka och analysera dem med hjälp av olika experter och vidta motåtgärder. Kommitténs ordförande var överste Bengt Jacobsson, chef vid Flygförvaltningens materielavdelning och sekreterare var flygingenjören Eric Malmberg. 
Den 19 juli kunde många oberoende vittnen rapportera om att projektiler slagit ner i fyra olika sjöar i Norrland; tre i Norrbotten och en i Hälsingland. Sjöarna var Kattisträsket och Kölmjärv utanför Överkalix, Vasarajärvi utanför Gällivare och Marmen utanför Söderhamn. Den 20 juli fick en grupp ur Bodens ingenjörskår (Ing 3) order om att spärra av området kring Kölmjärv och undersöka nedslagsplatsen. Man hittade en detonationskrater med 30 meters diameter på sjöns botten. Sjön undersöktes sedan med metalldetektorer och det togs 3500 bottenprover utan resultat. Ett förslag att tömma hela sjön övergavs då av kostnadsskäl.
Rymdprojektilkommittén lutade mest åt att ryssarna hade återuppbyggt tyskarnas raketbas vid Peenemünde eller eventuellt på Dagö. Radioavlyssning uppfattade radiotrafik som eventuellt kunde tyda på att raketerna fjärrstyrdes. Det stora antalet observationer såg man som ett tecken på att man i övningssyfte höll på att "skjuta in sig". Under augusti fick kommittén regeringens tillstånd att flyga över intressanta delar av Östersjön och spaningsfotografera. Minst en flygning över sovjetiskt territorium genomfördes av Fredrik Lambert-Meuller 1948.
Mot hösten 1946 började observationerna ebba ut. Kommittén blev alltmer uppgiven om att hitta några bevis för att projektilerna existerade och den 12 december höll kommittén sitt sista sammanträde. Någon hållbar förklaring till fenomenet med spökraketerna kunde kommittén aldrig presentera. 
Luftprojektilkommitténs arkiv förvaras i svenska Krigsarkivet och ingår i Försvarsstabens flyg- och luftförsvarsavdelning, serie F VIIa.
"Spökraket" eller "Spökflygare" hör till kategori UFO (Unidentified Flying Object). Namnen uppkom på 40-talet när begreppet "UFO" ännu inte existerade.